# Bob ai XX Giochi olimpici invernali - Bob a due femminile
Nel bob ai XX Giochi olimpici invernali la gara del bob a due femminile si è disputata nelle giornate del 20 e 21 febbraio 2006 nella località di Cesana Torinese, sulla pista Cesana Pariol.

## Record
I record della pista erano i seguenti:
| Tipo   | Data            | Squadra                                      | Tempo |
| ------ | --------------- | -------------------------------------------- | ----- |
| Spinta | 21 gennaio 2005 | Stati Uniti Shauna Rohbock / Valerie Fleming | 5"22  |
| Pista  | 7 gennaio 2006  | Italia Gerda Weißensteiner / Jennifer Isacco | 58"57 |

## Squadre qualificate
Potevano prendere parte alla gara le migliori 15 atlete pilota classificate al termine della stagione 2005/06 di Coppa del Mondo, le migliori 4 della Coppa Europa e le migliori 2 della North-American Cup.
Ogni Comitato Olimpico Nazionale poteva schierare al massimo due equipaggi mentre la nazione ospitante aveva il diritto di schierarne almeno uno.
In accordo con quanto indicato, la FIBT annunciò la qualificazione alla gara delle seguenti compagini:
2 equipaggi:  Canada,  Germania,  Italia,  Paesi Bassi,  Svizzera e  Stati Uniti
1 equipaggio:  Australia,  Regno Unito,  Giappone e  Russia

## Classifica di gara[1]
| Pos. | Num. | Nazione         | Atleti                                 | 1ª manche       | 2ª manche  | 3ª manche  | 4ª manche  | Totale  | Distacco |
| ---- | ---- | --------------- | -------------------------------------- | --------------- | ---------- | ---------- | ---------- | ------- | -------- |
|      | 6    | Germania-1      | Sandra Kiriasis Anja Schneiderheinze   | 57"16 (TR)      | 57"77      | 57"34      | 57"71      | 3'49"98 |          |
|      | 10   | Stati Uniti-1   | Shauna Rohbock Valerie Fleming         | 57"37           | 57"65      | 57"78      | 57"89      | 3'50"69 | +0"71    |
|      | 4    | Italia-1        | Gerda Weissensteiner Jennifer Isacco   | 57"50           | >57"67     | 57"71      | 58"13      | 3'51"01 | +1"03    |
| 4    | 3    | Canada-1        | Helen Upperton Heather Moyse           | 57"56 5"16 (SR) | 57"82 5"21 | 58"24 5"21 | 57"83 5"21 | 3'51"06 | +1"08    |
| 5    | 1    | Germania-2      | Susi Lisa Erdmann Nicole Herschmann    | 57"26           | 57"75      | 58"04      | 58"27      | 3'51"32 | +1"34    |
| 6    | 8    | Stati Uniti-2   | Jean Prahm Vonetta Flowers             | 57"97           | 57"67      | 57"81      | 58"33      | 3'51"78 | +1"80    |
| 7    | 9    | Russia-1        | Viktorija Tokovaja Nadežda Orlova      | 57"64           | 57"72      | 58"44      | 58"13      | 3'51"93 | +1"95    |
| 8    | 2    | Svizzera-1      | Maya Bamert Martina Feusi              | 57"72           | 57"78      | 58"00      | 58"54      | 3'52"04 | +2"06    |
| 9    | 5    | Gran Bretagna-1 | Nicola Minichiello Jackie Davies       | 57"78           | 57"49      | 58"41      | 58"48      | 3'52"16 | +2"18    |
| 10   | 12   | Svizzera-2      | Sabrina Hafner Cora Huber              | 57"86           | 57"92      | 58"73      | 58"35      | 3'52"86 | +2"88    |
| 11   | 14   | Paesi Bassi-2   | Eline Jurg Kitty van Haperen           | 58"05           | 58"08      | 58"42      | 58"35      | 3'52"90 | +2"92    |
| 12   | 11   | Italia-2        | Jessica Gillarduzzi Fabiana Mollica    | 58"26           | 57"77      | 58"38      | 58"55      | 3'52"96 | +2"98    |
| 13   | 13   | Canada-2        | Suzanne Gavine-Hlady Jamie Cruickshank | 58"49           | 57"86      | 58"65      | 58"82      | 3'53"82 | +3"84    |
| 14   | 16   | Australia-1     | Astrid Loch-Wilkinson Kylie Reed       | 58"53           | 58"85      | 59"00      | 58"73      | 3'55"11 | +5"13    |
| 15   | 15   | Giappone-1      | Manami Hino Chisato Nagaoka            | 59"41           | 58"80      | 59"51      | 59"77      | 3'57"49 | +7"51    |
| -    | 7    | Paesi Bassi-1   | Ilse Broeders Jeannette Pennings       | DNS             |            |            |            |         |          |

Data: lunedì 20 febbraio 2006

Ora locale 1ª manche: 17:30

Ora locale 2ª manche: 19:20

Data: martedì 21 febbraio 2006

Ora locale 3ª manche: 17:30

Ora locale 4ª manche: 19:20

Pista: Cesana Pariol

Legenda:
- in grassetto: migliori tempi di manche
- in corsivo grassettoː migliori tempi di spinta
- SR = record di spinta (start record)
- TR = record del tracciato (track record)
- DNS = non partite (did not start)
- DNF = prova non completata (did not finish)
- DSQ = squalificate (disqualified)
- Pos. = posizione
- Num. = numero di gara (ordine di partenza nella 1ª manche)